# 서면역
서면역(Seomyeon station, 西面驛)은 대한민국 부산광역시 부산진구 부전동에 있는 부산 도시철도 1호선과 부산 도시철도 2호선의 전철역이자 환승역이다.

## 역사
- 1981년 6월 23일(화요일) : 부산 도시철도 1호선 노포동역~범내골역 구간 착공
- 1985년 7월 19일(금요일) : 부산 도시철도 1호선 범어사역~범내골역 구간 개통과 함께 영업 개시
- 1991년 11월 28일(목요일) : 부산 도시철도 2호선 호포역~서면역 구간 착공
- 1994년 10월 27일(목요일) : 부산 도시철도 2호선 서면역~장산역 구간 착공
- 1999년 6월 30일(수요일) : 부산 도시철도 2호선 호포역~서면역 구간 개통과 함께 종착역으로 환승역이 됨
- 2001년 8월 8일(수요일) : 부산 도시철도 2호선 서면역~금련산역 구간 연장 개통과 함께 중간역이 됨

## 역명 유래
역이 있는 지역의 옛날 행정 구역 이름에서 유래하였다.

## 개요
부산 도시철도 1호선은 광무교 동천 하저터널로 범내골역과 연결된다. 부산 도시철도 최초의 환승역이며, 부산광역시의 최대의 번화가인 서면 교차로의 지하에 역이 있고, 특히 1호선↔2호선 유1의 환승역이기 때문에 부산 도시철도의 모든 역들 중 이용객 수가 가장 많다. 1호선의 경우 이 역과 부전역 사이의 통로가 지하 상가로 연결되어 있어 부전역까지 걸어서 갈 수 있으며, 2호선의 경우 이 역과 전포역 사이에 급커브가 있어 2호선이 45km/h 이하의 속도로 서행 운행하며, 1999년 6월 30일(수요일)부터 2001년 8월 7일(화요일)까지 2호선의 시·종착역이었고, 8월 8일(수요일) 금련산역까지 연장 개통 되면서 중간역으로 전환하였다. 역 구내에 부산 도시철도 유실물 센터가 있다.

## 역 구조
두 노선 모두 최근에 대합실의 천장과 승강장의 천장이 교체되었다. 1호선의 경우 대합실을 통과하면 반대편 승강장으로 갈 수 있다. 다만 1호선 승강장에서 직접 횡단할 수 없으므로 2호선 환승통로를 통과해야 반대편 횡단이 가능하다. 2호선은 승강장에서 반대 방향 열차로 탑승할 수 있다. 1호선은 곡선으로 많이 휘어서 승강장과 열차 사이의 간격이 제법 넓어 부산 도시철도 역들 중 발빠짐 사고가 가장 잦은 역으로 발표되었다. 1호선은 양쪽에 지하상가가 있으며, 서면지하상가로 부전역까지는 걸어갈 수 있으나 대현프리몰 부산 지하상가로 범내골역까지는 이동이 불가능하다. 출입구는 14개다.

### 부산 1호선 승강장
2면 2선의 곡선 상대식 승강장을 갖춘 지하역이며, 완전밀폐형 스크린도어가 설치되어 있다.
| 범내골 ↑ |
| \| 상    |
| ↓ 부전   |

| 상행 | ● 부산 도시철도 1호선 | 초량·부산역·중앙·다대포해수욕장 방면 |
| 하행 | ● 부산 도시철도 1호선 | 연산·교대·동래·노포 방면             |

### 부산 2호선 승강장
1면 2선의 섬식 승강장을 갖춘 지하역이며, 완전밀폐형 스크린도어가 설치되어 있다.
| 전포 ↑  |
| 하상 \| |
| ↓ 부암  |

| 상행 | ● 부산 도시철도 2호선 | 대연·금련산·수영·해운대·장산 방면 |
| 하행 | ● 부산 도시철도 2호선 | 사상·덕천·호포·양산 방면          |

## 역 주변
2호선 대합실에서 롯데백화점 부산본점과 연결되기 때문에 1호선 대합실에서 롯데백화점이나 롯데호텔로 가려면 2호선 대합실을 거쳐야 한다. 역 구내에는 캐시비 서비스센터가 있으며, 2013년 7월 1일(월요일)에 개소하였고, 평일(월요일~금요일) 오전 10시부터 오후 7시까지 운영한다. 역 출입구로 나와 부전시장 방향으로 가다 보면 티머니 영남권 서비스센터도 있으며, 2012년 8월 24일(금요일)에 개소하였다.
- 롯데백화점 부산본점
- 롯데호텔 부산
- 쥬디스 태화
- NC백화점
- 시코르 부산서면점
- SMS 서면 메디컬 스트리트
- CGV대한
- 아이온시티빌딩
- 시립부전도서관
- 한국전력공사 부산지사
- 부전2동행정복지센터
- 서면시장
- 부전2동우체국
- 서면우체국
- 전포초등학교
- 전포 카페거리
- 부전1동우체국
- 철물공구상가
- 부산진구청
- 부전1동우체국
- 부산진전화국
- 부산 e스포츠 경기장
- 캐시비 서비스센터
- 티머니 서비스센터

## 승차량 변동
부산 도시철도에서 이용객이 가장 많은 역이며, 또한 대한민국의 비수도권 도시철도, 전철역 중에서도 이용객이 가장 많은 역이다. 2002년 개통 당시에는 승객이 47171명으로 가장 많았다가 이후 승차량이 현저히 줄어들었다. 2007년까지 승차량이 계속 줄어들었다가 2008년부터 다시 승차량이 늘어나기 시작하였다.
| 역 노선 | 승차 인원 | 승차 인원 | 승차 인원 | 승차 인원 | 승차 인원 | 승차 인원 | 승차 인원 | 승차 인원 | 승차 인원 | 승차 인원 | 승차 인원 | 승차 인원 | 승차 인원 | 승차 인원 | 승차 인원 | 주석  |
| 역 노선 | 2002년    | 2003년    | 2004년    | 2005년    | 2006년    | 2007년    | 2008년    | 2009년    | 2010년    | 2011년    | 2012년    | 2013년    | 2014년    | 2015년    | 2016년    | 주석  |
| ------- | --------- | --------- | --------- | --------- | --------- | --------- | --------- | --------- | --------- | --------- | --------- | --------- | --------- | --------- | --------- | ----- |
| 1호선   | 47171     | 42171     | 39833     | 37953     | 36003     | 33861     | 35617     | 35638     | 36067     | 37725     | 37917     | 38247     | 38599     | 38747     |           | [ 5 ] |
| 2호선   | 24863     | 24746     | 23710     | 22357     | 19501     | 18523     | 20241     | 20397     | 21317     | 23328     | 24381     | 25337     | 26072     | 26404     |           | [ 5 ] |

## 인접한 역
| 부산 도시철도 1호선            | 부산 도시철도 1호선   | 부산 도시철도 1호선       |
| ------------------------------ | --------------------- | ------------------------- |
| 118 범내골 다대포해수욕장 방면 | ● 부산 도시철도 1호선 | 120 부전 (지하) 노포 방면 |
| 부산 도시철도 2호선            |                       |                           |
| 218 전포 장산 방면             | ● 부산 도시철도 2호선 | 220 부암 양산 방면        |

## 사진
| 1호선                                                                            | 1호선                                                                                                | 1호선 |
| -------------------------------------------------------------------------------- | --- | ----- |
|                                                                                  | |       |
| 신평 방향 역명판(부전동의 '동' 삭제·신평역~다대포해수욕장역 구간 연장 개통 전)   | |       |
|                                                                                  | |       |
| 노포동 방향 승강장(부전동의 '동' 삭제·신평역~다대포해수욕장역 구간 연장 개통 전) | 노포동 방향 승강장(역사 리모델링 당시, 부전동의 '동' 삭제·신평역~다대포해수욕장역 구간 연장 개통 전) |       |

| 2호선            | 2호선                              | 2호선 |
| ---------------- | ---------------------------------- | ----- |
|                  |                                    |       |
| 안내도           | 양산 방향 승강장                   |       |
|                  |                                    |       |
| 환승 통로        | 양산 방향 승강장(글씨체 바꾸기 전) |       |
|                  |                                    |       |
| 양산 방향 역명판 | 벽화                               |       |

## 같이 보기
- 서면 (부산)